# Epicypta limbatifemur
Epicypta limbatifemur är en tvåvingeart som beskrevs av Günther Enderlein 1910. Epicypta limbatifemur ingår i släktet Epicypta och familjen svampmyggor.
Artens utbredningsområde är Seychellerna. Inga underarter finns listade i Catalogue of Life.